# Sistema de referència espacial
Sistema de referència espacial, més conegut com a SRS (de l'anglès Spatial Referencing System), és un sistema de coordenades que hi pot ser local, regional o global i són essencials per ubicar qualsevol objecte geogràfic a un mapa. Els SRS venen determinats pel Datum, que al mateix temps ve determinat per l'el·lipsoide i pel punt fonamental tangent entre l'el·lipsoide i el geoide; i un sistema de projecció. Els SRS són indispensables en tota mena de cartografia i als Sistemes d'Informació Geogràfica (SIG).

## Codificació
Com que els SRS venen determinats per dues dades (Datum i projecció) que en realitat són més, recordem que el datum, ve determinat pel punt fundamental d'unió entre l'el·lipsoide i el geoide, i n'hi ha una gran quantitat d'ells s'ha triat de fer diverses codificacions per anomenar les diferents convinacions dels seus integrants definitoris.
Els sistemes de codificació més utilitzats són:
- SRS. L'organització SRS.
- EPSG. Del grup de recerca del petroli europeu (European Petroleum Survey Group) que va fer una base de dades dels sistemes de referència a nivell mundial.
- WGS. World Geodesic System.
- IAU2000.
- ESRI. Sistema propi d'una de les companyies de programari cartogràfic més coneguda pel seu producte l'ArcGIS.
- NSRS. National Geodetic Survey dels Estats Units.

## Exemples
A continuació s'exposen alguns dels Sistemes de Referència Espacials més coneguts amb la seua codificació:
- EPSG:4326 - WGS84 Projectat de nivell global. (L'utilitzat per la majoria de receptors GPS i programaris com ara el GoogleEarth).
- EPSG:25830 - Datum ETRS89 projecció UTM Fus 30 Nord (Oficial a la península Ibèrica).
- EPSG:4082 - REGCAN95 projecció UTM Fus 27 Nord (Oficial a les illes Canàries).
- EPSG:4083 - REGCAN95 projecció UTM Fus 28 Nord (Oficial a les illes Canàries).
- EPSG:23030 - European Datum 1950 projecció UTM Fus 30 Nord (sistema anteriorment oficial de la península Ibèrica).
- EPSG:23031 - European Datum 1950 projecció UTM Fus 31 Nord (sistema anteriorment oficial de la península Ibèrica).
- EPSG:32627 - Datum WGS84 projecció UTM Fus 27 Nord. (sistema anteriorment oficial a les Illes Canàries).
- EPSG:32628 - Datum WGS84 projecció UTM Fus 28 Nord. (sistema anteriorment oficial a les Illes Canàries).